# 蒂塔諾山
蒂塔諾山（義大利語：Monte Titano）是聖馬力諾的山峰，位於首都聖馬力諾以東，屬於亞平寧山脈的一部分，海拔高度739米，是該國最高的山峰，每年降雨量560至800毫米。

## 图集

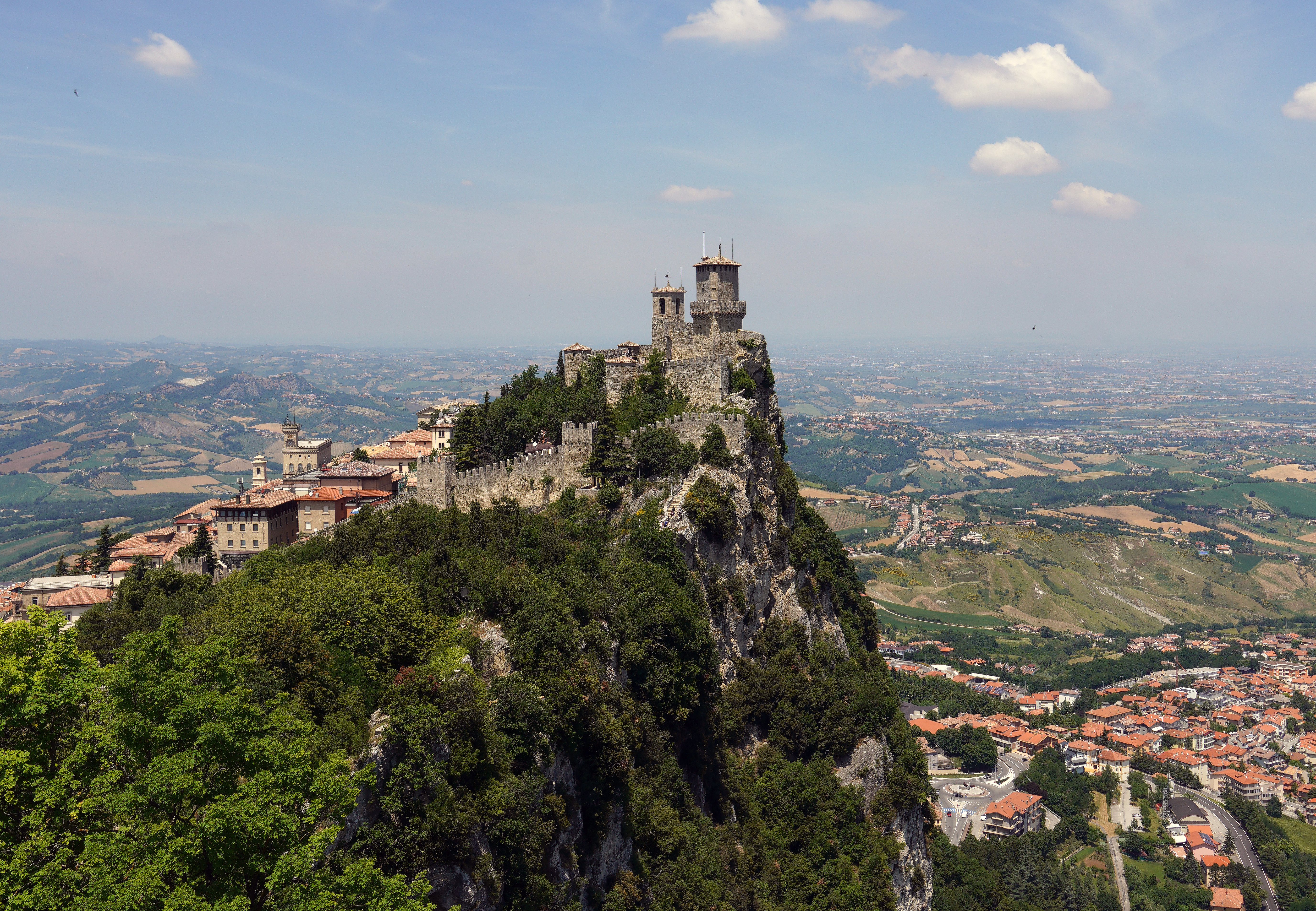
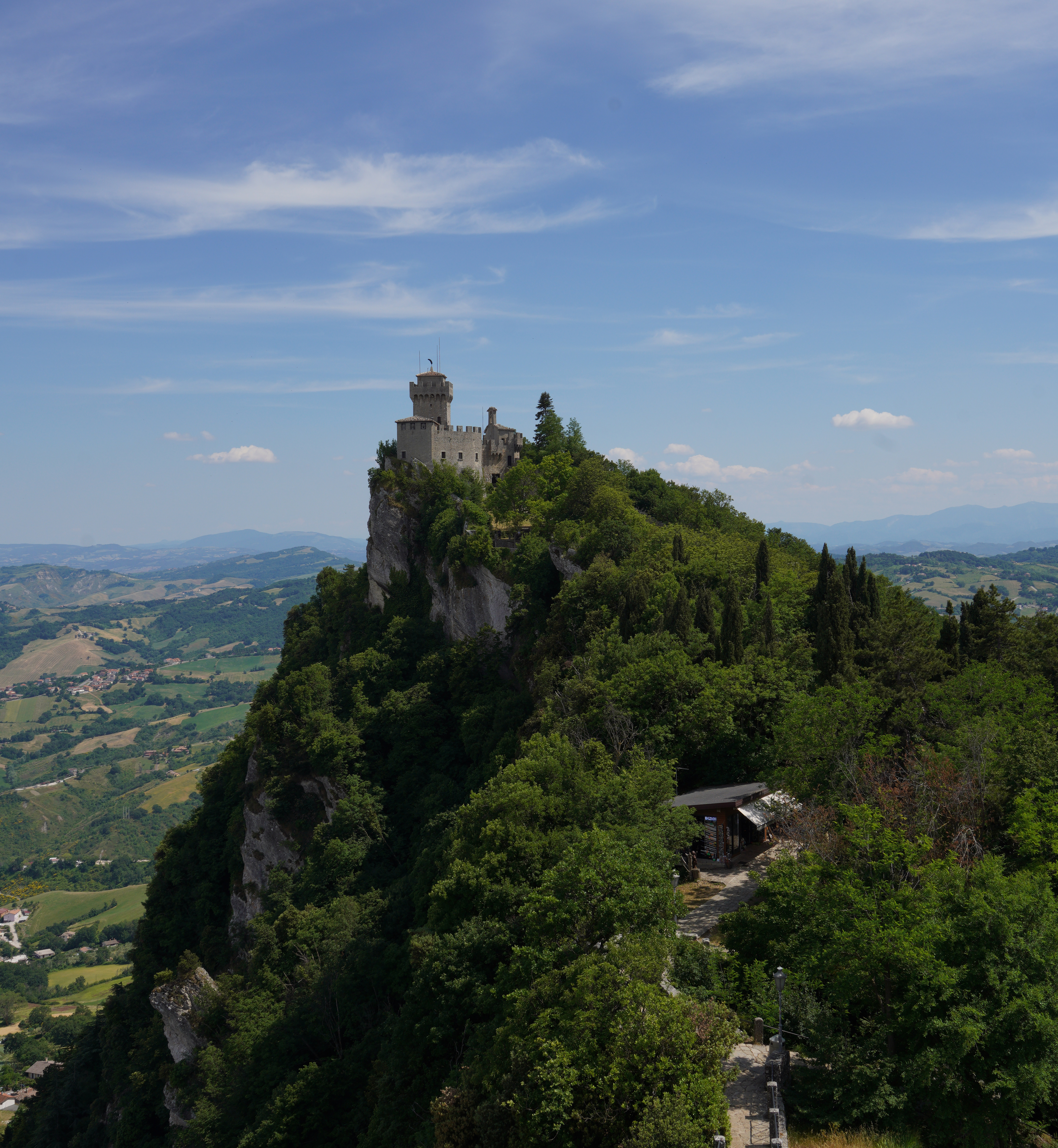
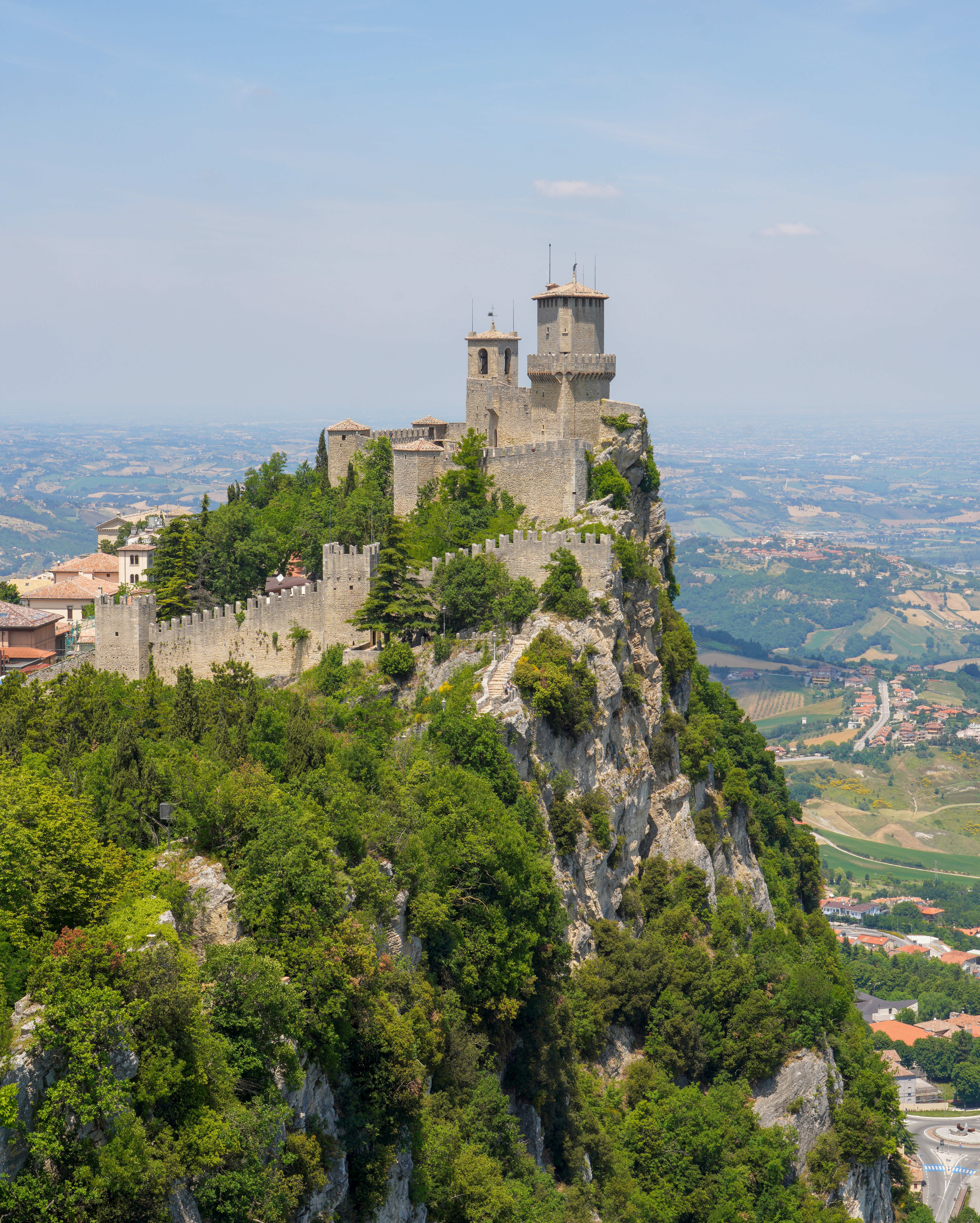